# Maurel Et Prom
Maurel & Prom ((Euronext: MAU) es una empresa petrolera especializada en la producción de hidrocarburos. Cotiza en Euronext Paris y tiene su domicilio social en París.
El Grupo genera la mayor parte de su negocio en África a través de la explotación de activos de producción en tierra (en Gabón y Tanzania) y una participación significativa en SEPLAT, uno de los principales operadores locales de Nigeria. Poseedora del 40% de Petroregional del Lago, opera también en Venezuela a pesar de las sanciones impuestas por Estados unidos.

## Historia
Desde el 16 de febrero de 2017, Maurel & Prom cuenta con el respaldo de PIEP, una subsidiaria de la petrolera Pertamina, y aspira a convertirse en la plataforma de desarrollo internacional para las actividades upstream de Pertamina y PIEP.
El 15 de agosto de 2023, Maurel & Prom anuncia la firma del contrato de compra de acciones para la adquisición de Assala.
A principios de 2025, la empresa adquiere una parte de las actividades de gas en Colombia de la compañía canadiense NG Energy International.